# Point à l'infini
 (avril 2011).
Si vous disposez d'ouvrages ou d'articles de référence ou si vous connaissez des sites web de qualité traitant du thème abordé ici, merci de compléter l'article en donnant les références utiles à sa vérifiabilité et en les liant à la section « Notes et références ».
En mathématiques, et plus particulièrement en géométrie et en topologie, on appelle point à l'infini un objet adjoint à l'espace que l'on veut étudier pour pouvoir plus commodément y définir certaines notions de limites « à l'infini », ou encore pour obtenir des énoncés plus uniformes, tels que « deux droites se coupent toujours en un point, situé à l'infini si elles sont parallèles ».

## Introduction
La notion de point à l'infini apparait au XVe siècle dans le cadre du développement des méthodes de la perspective conique, avec l'invention de la « costruzione abbreviata » d'Alberti.
L'utilisation de ces points par les géomètres des XVIe et XVIIe siècles (par exemple Maurolico ou da Vignola en Italie, Stevin en Hollande, Desargues et Pascal en France), puis la systématisation de leur usage au XIXe, a conduit à la création d'une discipline mathématique : la géométrie projective.
La généralisation du langage géométrique dans les mathématiques du XXe siècle, et la possibilité de compactifier les corps des réels et des complexes par l'ajout d'un élément à l'infini a conduit à son tour à l'utilisation de la terminologie « point à l'infini » dans d'autres branches des mathématiques que celles directement dérivées de la géométrie.

## En géométrie projective
La notion de point à l'infini, et plus généralement, d'élément géométrique à l'infini (droite à l'infini, plan à l'infini, hyperplan à l'infini), n'est pas une notion purement projective, mais elle permet de passer de l'affine au projectif, et du projectif à l'affine, et a un sens dans un espace affine (droite, plan, etc.) complété en un espace projectif.
Ainsi
- Une droite affine à laquelle on ajoute un point, dit alors point à l'infini, forme une droite projective.
- Un plan affine auquel on ajoute une droite à l'infini forme un plan projectif. Dans un plan affine complété en un plan projectif, chaque droite projective a un et un seul point à l'infini. Celui-ci se trouve sur la droite à l'infini du plan projectif. Deux droites projectives ont le même point à l'infini si et seulement si, dans le plan affine, les deux droites affines correspondantes sont parallèles.
- Un espace affine de dimension 3 auquel on ajoute (de façon analogue) un plan à l'infini (en) forme un espace projectif de dimension 3.
- Ces notions peuvent être généralisées à des dimensions supérieures avec l'introduction de la notion d'hyperplan à l'infini (en).

Réciproquement en distinguant un point quelconque d'une droite projective, que l'on appelle alors point à l'infini, on obtient une droite affine (les autres points de la droite) ; en distinguant une droite quelconque d'un plan projectif, dite alors droite à l'infini, on obtient un plan affine (le plan sans cette droite, et les points de cette droite), et ceci se généralise à la dimension 3 et aux dimensions supérieures.
On peut développer la notion de point à l'infini sur tout corps commutatif infini :
- Lorsque le corps de base est ℝ, la droite affine est la droite réelle usuelle. Cette droite augmentée du point à l'infini forme une courbe fermée, appelée « droite projective réelle » et notée P1(ℝ) (voir croquis).

- Lorsque le corps de base est ℂ, la droite affine est le plan complexe et la droite projective complexe est la sphère de Riemann P1(ℂ).

La droite projective réelle P1(ℝ) est la droite réelle complétée par un point à l'infini.
La droite projective complexe P1(ℂ) est le plan complexe complété par un point à l'infini.

## Autres exemples
Compactifié d'Alexandrov

## Note
1. ↑  Pour la variété de la problématique concernant l'usage de l'infini, on pourra consulter l'article « Infini ».